# Удомпайчиткул, Чердчай
Чердчай Удомпайчиткул (тайск. เชิดชัย อุดมไพจิตรกุล; род. 16 декабря 1941, Накхонситхаммарат) — тайский боксёр, представитель легчайшей весовой категории. Выступал за сборную Таиланда по боксу на всём протяжении 1960-х годов, чемпион Азиатских игр, чемпион и бронзовый призёр Игр полуострова Юго-Восточной Азии, серебряный и бронзовый призёр чемпионатов Азии, участник двух летних Олимпийских игр, победитель и призёр турниров международного и национального значения.

## Биография
Чердчай Удомпайчиткул родился 16 декабря 1941 года в ампхе Пак-Пхананг провинции Накхонситхаммарат. Активно заниматься боксом начал в раннем детстве, затем продолжил подготовку во время обучения в колледже физической культуры в Бангкоке, в течение нескольких лет состоял в студенческой боксёрской команде.
В 1963 году впервые стал чемпионом национального первенства Таиланда по боксу.
В 1964 году вошёл в основной состав тайской национальной сборной и благодаря череде удачных выступлений удостоился права защищать честь страны на летних Олимпийских играх в Токио. Тем не менее, провёл здесь только один бой, уже в стартовом поединке легчайшей весовой категории потерпел поражение от нигерийца Кариму Янга и лишился всяких шансов на попадание в число призёров.
После токийской Олимпиады Удомпайчиткул остался в составе боксёрской команды Таиланда и продолжил принимать участие в крупнейших международных турнирах. Так, в 1965 году он побывал на Играх полуострова Юго-Восточной Азии в Куала-Лумпуре, откуда привёз награду бронзового достоинства, выигранную в легчайшем весе, а также стал бронзовым призёром чемпионата Азии в Сеуле.
В 1966 году на домашних Азиатских играх в Бангкоке одолел всех своих соперников, в том числе индуса Нараяна Море в финале, и завоевал золотую медаль. На Играх полуострова Юго-Восточной Азии 1967 года в Бангкоке так же занял первое место, выиграв у всех оппонентов по турнирной сетке, в то время как на азиатском первенстве в Коломбо получил серебро.
Находясь в числе лидеров тайской национальной сборной, Чердчай Удомпайчиткул благополучно прошёл квалификацию на Олимпийские игры в Мехико. Как и четыре года назад, его выступление на Играх ограничилось одним поединком — со счётом 5:0 он был побеждён представителем Кубы Фермином Эспиносой и сразу же выбыл из борьбы за медали. Вскоре по окончании этих соревнований принял решение завершить спортивную карьеру, уступив место в сборной молодым тайским боксёрам.
Впоследствии переехал на постоянное жительство в США, учился и работал преподавателем в Орегонском университете. Профессор в области физического воспитания. Ныне на пенсии.